# Kanton Sotteville-lès-Rouen-Ouest
Der Kanton Sotteville-lès-Rouen-Ouest war von 1982 bis 2015 ein französischer Wahlkreis im Arrondissement Rouen, im Département Seine-Maritime und in der Region Haute-Normandie. Der Kanton umfasste einen Teil des Stadtgebietes von Sotteville-lès-Rouen.

## Bevölkerungsentwicklung
| 1990   | 1999   |
| ------ | ------ |
| 19.100 | 19.411 |